# Tanyproctus unicolor
Tanyproctus unicolor är en skalbaggsart som beskrevs av Victor Ivanovitsch Motschulsky 1859. Tanyproctus unicolor ingår i släktet Tanyproctus och familjen Melolonthidae. Inga underarter finns listade i Catalogue of Life.